# Lady Caroline Howard
Lady Caroline Howard est un tableau réalisé par le peintre britannique Joshua Reynolds en 1778. De format vertical, cette huile sur toile est le portrait de la fille de son commanditaire, Frederick Howard, le cinquième comte de Carlisle. Lady Caroline y figure assise devant un paysage rural en train de cueillir un bouton à un rosier poussant en pot. Achetée le 3 février 1926 par Andrew Mellon, l'œuvre est conservée depuis 1937 à la National Gallery of Art, à Washington.